# Montgomery Scott
Mongomery "Scotty" Scott kitalált szereplő a Star Trek univerzumában, az eredeti sorozatban az  Enterprise csillaghajó skót származású főgépésze. Emellett felbukkan  Az új nemzedék sorozatban, és az első hét mozifilmben. A karaktert eredetileg az összes megjelenése alatt James Doohan alakította, egészen a színész 2005-ös haláláig. A J. J. Abrams által rendezett, 2009-es bemutatású  Star Trek-mozifilmtől kezdve a karaktert Simon Pegg angol színész-humorista formálja meg.

## Élete
A Star Trek kronológiája szerint 2222-ben született Skóciában. Gyermekként kezdett el gépészettel foglalkozni, tizenévesen megcáfolta azt a tételt, miszerint egymást keresztező erőterek metszéspontjában nem lehet torpedót felrobbantani. 2242-ben végezte el a csillagflotta akadémiáját, és került első csillaghajójára gépésznek. 2264-ben, parancsnok-helyettesként lett a Constitution osztályú, USS Enterprise (NCC-1701) csillaghajó főgépésze. Öt évvel később Ő irányította az Enterprise felújítási munkálatait. 2285-ben részt vett az új USS Excelsior transzwarp hajtóművének kifejlesztésében, de az első éles tesztelést szabotálta.  
2286-ban, kapitányi rangból vonult nyugdíjba. 2293-ban, mint meghívott vendég, részt vett USS Enterprise-B első, balszerencsés próbaútján. Egy évvel később a USS Jenolen utasszállító hajóval együtt tűnt el, miközben a hajó a Norpin kolóniára tartott. A hajóra 2369-ben bukkant rá a  USS Enterprise-D, egy Dyson-gömb felszínén. A lezuhanást túlélendő, Scott kapitány a transzporterben helyezte magát és egy másik társát sztázisba. A 75 évvel később rájuk találó Enterprise legénysége csak Scott kapitányt tudta megmenteni. Az incidens után Scott kapitány egy kompot kapott Picard kapitánytól, és elhagyta az Enterprise-t. Nemhivatalosan később visszatért a flottába és részt vett az új USS Enterprise-E tervezésében is. 